# Alice Hunting in Africa
Alice Hunting in Africa é um curta-metragem de animação estadunidense de 1924, lançado como parte da série Alice Comedies.